# Lampyris hummeli
Lampyris hummeli is een keversoort uit de familie glimwormen (Lampyridae). De wetenschappelijke naam van de soort is voor het eerst geldig gepubliceerd in 1933 door Pic.